# Torrensmeer
Het Torrensmeer (Engels: Lake Torrens) is na het Eyremeer het grootste zoutmeer van Australië. Het meer is endoreïsch en ligt in de deelstaat Zuid-Australië. Het meer ligt vrijwel parallel aan de Flinderskette en is gescheiden van de Spencergolf door een 13 kilometer brede landengte. In 1991 werd het meer en zijn oever tot het Lake Torrens National Park verklaard.
Het meer werd in 1839 ontdekt door Edward John Eyre, die op zoek was naar een plaats om een nederzetting op te kunnen richten. Het meer is vernoemd naar Robert Torrens, de voorzitter van Colonizers Commissioners van Zuid-Australië.